# Anaerobranca horikoshii
Anaerobranca horikoshii è una specie di batterio appartenente alla famiglia delle Syntrophomonadaceae.